# Kids United
Kids United — французький музичний гурт з п′яти дітей у віці від восьми до шістнадцяти років. Гурт було створено за підтримки дитя́чого фонду ООН (ЮНІСЕФ) і фінансується Елен Сегарою і Корнелем. Їх перший альбом «Un monde meilleur» (укр. «Кращий світ») вийшов з нагоди Всесвітнього дня дитини в 2015 році, і отримав діамантовий диск у Франції. Другий альбом «Tout le bonheur du monde» (укр. «Все щастя світу»)  отримав діамантовий диск у 2016.
17 березня 2017 р., "Kids United" заспівали для Вільяма, герцога Кембриджського і Кетрін, герцогині Кембриджської.

## Учасники групи

### Глорія
Глорія народилася 27 квітня 2007 (10 років) у Мец, Мозель, Лотарингія. 2014 року вона була учасницею першого сезону The Voice Kids (укр. Голос дітей). Вона об'єдналася з Дженіфер, і програла в півфіналі, Карлі колишньому учаснику Kids United. Їй було 8 років, коли група була сформована, і вона є наймолодшим членом групи.

### Валентина
Їй було 9 років на момент заснування Нового Покоління.

### Натан
Йому було 11 років на момент заснування Нового Покоління.

### Ільяна
Їй було 13 років на момент заснування Нового Покоління.

### Дайлан
Йому було 14 років на момент заснування Нового Покоління.

## Колишні учасники

### Ерза
Ерза народилася 21 вересня 2005 (11 років) у Саргемін, Мозель, Лотарингія. Її батьки з Косово. Має дві старші сестри та брата. Вона була конкурсанткою 9 сезону La France a un incroyable talent (український телепроєкт Україна має талант), де посіла 3 місце. Займається грою на фортепіано та бере уроки співу в Сарральбі. Їй було 10 років, коли група була сформована. У 2018 покинула Kids United.

### Естебан
Естебан народився 27 червня 2000 (17 років) в Сена-Сен-Дені, Іль-де-Франс. Його родина з Іспанії. 2011 року він із своїм 14-річним двоюрідним братом Дієго був кандидатом 6 сезону La France a un incroyable talent (укр. Франція має талант). 2013 року він, зі своїм кузеном Дієго був учасником 4 сезону Italia's Got Talent (укр. Італія має талант), а пізніше вони брали участь у талант-шоу Belgium's Got Talent (укр. Бельгія має талант). 2014 року він брав участь у першому сезоні The Voice Kids (укр. Голос дітей). Має канал на YouTube під назвою «Esteban y Diego». Йому було 15 років, коли група була сформована. У 2018 покинув Kids United.

### Габріель
Габріель народився 27 квітня 2002 (15 років) в Рубе. Він вчить інших членів групи співати англійські пісні. Проживає в Туркуені. Був кандидатом на шоу TeenStar. Йому довелося вибирати між The Voice Kids та Kids United, і він вирішив приєднатися до Kids United, тому що йому сподобалася ідея допомагати дітям. Йому було 13 років, коли група була сформована. У 2018 покинув Kids United.

### Нілузі
Нілузі народилася 12 лютого 2000 (17 років) в Парижі. Її родина з Шрі-Ланки. Брала участь у L'École des fans у січні 2014 року. Гру вона виграла двома голосами журі проти одного за дівчинку Шераз. Вона володіє багатьма видами музичних інструментів, серед яких гітара, фортепіано і барабани. Їй було 15 років, коли група була сформована, і вона є найстаршим членом Kids United. У 2018 покинула Kids United. У 2018 покинула Kids United.

### Карла
Карла народилася 21 квітня 2003 (14 років) в Авіньйон, Воклюз, Прованс — Альпи — Лазурний Берег. У 2014 році вона була переможцем першого сезону The Voice Kids (укр. Голос дітей). 3 березня 2016 року, вона оголосила на Твіттері, що покидає Kids United для сольних проєктів.

## Олімпіяі концертний тур
12 лютого 2016 року, на офіційній сторінці гурту у Facebook, було розміщено оголошення про виступ у концертному залі Олімпія (Париж), що відбувся 21 травня 2016. Після виступу, гурт оголосив про концертний тур по Франції. 

## Дискографія

### Альбоми
| Список треків | Список треків                              | Список треків |
| #             | Назва                                      | Тривалість    |
| ------------- | ------------------------------------------ | ------------- |
| 1.            | «On écrit sur les murs»                    | 2:56          |
| 2.            | «Sauver l'amour (в дуеті з Елен Сегарою)»  | 3:26          |
| 3.            | «Imagine»                                  | 3:08          |
| 4.            | «Il faudra leur dire (в дуеті з Корнелем)» | 3:12          |
| 5.            | «Des ricochets»                            | 3:32          |
| 6.            | «Toi + moi»                                | 3:06          |
| 7.            | «Parce qu'on vient de loin»                | 3:54          |
| 8.            | «Chanter pour ceux»                        | 3:30          |
| 9.            | «Happy»                                    | 2:27          |
| 10.           | «Papaoutai»                                | 3:57          |
| 11.           | «Eblouie par la nuit»                      | 2:26          |
| 12.           | «Last Christmas»                           | 3:19          |

| Список треків | Список треків                               | Список треків |
| #             | Назва                                       | Тривалість    |
| ------------- | ------------------------------------------- | ------------- |
| 1.            | «Tout le bonheur du monde (в дуеті з Іная)» | 3:25          |
| 2.            | «L'oiseau et l'enfant»                      | 3:05          |
| 3.            | «Destin»                                    | 3:10          |
| 4.            | «Laissez-nous chanter»                      | 3:30          |
| 5.            | «Qui a le droit»                            | 2:51          |
| 6.            | «Sur ma route (в дуеті з Black M)»          | 4:08          |
| 7.            | «Si»                                        | 2:39          |
| 8.            | «Le pouvoir des fleurs»                     | 3:21          |
| 9.            | «Heal The World (в дуеті з Корнелем)»       | 5:01          |
| 10.           | «J'ai demandé à la lune»                    | 3:07          |
| 11.           | «La camisa negra»                           | 3:14          |
| 12.           | «Ensemble»                                  | 3:06          |

| Список треків | Список треків                           | Список треків |
| #             | Назва                                   | Тривалість    |
| ------------- | --------------------------------------- | ------------- |
| 1.            | «Intro Kids (Live)»                     | 1:52          |
| 2.            | «Laissez-nous chanter (Live)»           | 3:37          |
| 3.            | «On écrit sur les murs (Live)»          | 3:04          |
| 4.            | «La vie en rose (Live)»                 | 3:20          |
| 5.            | «Tout le bonheur du monde (Live)»       | 3:30          |
| 6.            | «Sur ma route (Live)»                   | 4:04          |
| 7.            | «La Camisa Negra (Live)»                | 3:20          |
| 8.            | «Destin (Live)»                         | 3:01          |
| 9.            | «Crazy (Live)»                          | 3:53          |
| 10.           | «Imagine (Live)»                        | 2:55          |
| 11.           | «Qui a le droit (Live)»                 | 3:00          |
| 12.           | «Eblouie par la nuit (Live)»            | 2:25          |
| 13.           | «Des ricochets (Live)»                  | 3:30          |
| 14.           | «Chandelier (Live)»                     | 4:11          |
| 15.           | «L'oiseau et l'enfant (Live)»           | 3:08          |
| 16.           | «Uptown Funk (Live)»                    | 5:35          |
| 17.           | «Happy (Live)»                          | 5:34          |
| 18.           | «On écrit sur les murs (Rappel) (Live)» | 5:04          |

| Список треків | Список треків                                          | Список треків |
| #             | Назва                                                  | Тривалість    |
| ------------- | ------------------------------------------------------ | ------------- |
| 1.            | «Mama Africa (feat. Angélique Kidjo et Youssou Ndour)» | 2:49          |
| 2.            | «Yalla (в дуеті з Amir)»                               | 4:27          |
| 3.            | «Listen»                                               | 4:03          |
| 4.            | «Alors regarde (feat. Patrick Bruel)»                  | 3:28          |
| 5.            | «Chacun sa route (feat. Vitaa)»                        | 2:44          |
| 6.            | «Man in the Mirror»                                    | 5:02          |
| 7.            | «Comme un fils (feat. Corneille)»                      | 3:51          |
| 8.            | «Me Voy Enamorando»                                    | 3:46          |
| 9.            | «Au soleil (feat. Jenifer)»                            | 3:11          |
| 10.           | «Prendre un enfant par la main (feat. Claudio Capéo)»  | 2:59          |
| 11.           | «Chante (feat. Michel Fugain)»                         | 2:57          |
| 12.           | «Les yeux de la Mama»                                  | 3:07          |
| 13.           | «Les Mots Bleus»                                       | 4:18          |
| 14.           | «They Don't Care About Us»                             | 4:24          |

### Сингли
| Роки | Назва                                                   | Позиції | Позиції | Сертифікати (Франція) | Альбом                                    |
| Роки | Назва                                                   | FRA     | BEL Wa  | Сертифікати (Франція) | Альбом                                    |
| ---- | ------------------------------------------------------- | ------- | ------- | --------------------- | ----------------------------------------- |
| 2015 | «On écrit sur les murs»                                 | 3       | 41      | Платиновий диск       | Un monde meilleur                         |
| 2015 | «Imagine»                                               | 197     | —       |                       | Un monde meilleur                         |
| 2015 | «Last Christmas»                                        | 96      | —       |                       | Un monde meilleur                         |
| 2016 | «Qui a le droit»                                        | 195     | —       |                       | Tout le bonheur du monde                  |
| 2016 | «Destin»                                                | 58      | —       |                       | Tout le bonheur du monde                  |
| 2016 | «L'oiseau et l'enfant»                                  | 58      | —       |                       | Tout le bonheur du monde                  |
| 2016 | «Tout le bonheur du monde» (feat. Inaya)                | 91      | —       |                       | Tout le bonheur du monde                  |
| 2017 | «Chante (Love Michel Fugain)»                           | 115     | —       |                       | Chante la vie chante (Love Michel Fugain) |
| 2017 | «Mama Africa (feat. Angélique Kidjo et Youssou N'Dour)» | 76      | Tip     |                       | Forever United                            |
| 2017 | «Chacun sa route (feat. Vitaa)»                         | 98      | —       |                       | Forever United                            |
| 2017 | «Au soleil (feat. Vitaa)»                               | 146     | —       |                       | Forever United                            |
| 2017 | «Alors regarde»                                         | 200     | —       |                       | Forever United                            |
| 2017 | «Les Lacs du Connemara»                                 | 83      | —       |                       | SARDOU et nous...                         |